# (6781) 1990 OD
(6781) 1990 OD là một tiểu hành tinh vành đai chính. Nó được phát hiện bởi Eleanor F. Helin ở Đài thiên văn Palomar ở Quận San Diego, California, ngày 19 tháng 7 năm 1990.